# Чаеното парти на близначките
„Чаеното парти на близначките“ (на английски: The Twins' Tea Party) е британска късометражна няма комедия от 1896 година на продуцента и режисьор Робърт Уилям Пол. Филмът показва две малки близначки, които не могат да поделят парче торта по време на чаено парти. Според киноисторикът Майкъл Брук, това е един от първите филми, представящи лица в близък план, популярен жанр от зората на британската кинематография, който е бил в състояние да докара до изумление зрителската аудитория, срещайки я лице в лице с образи на разпознаваеми хора в средноблизък аспект и реакцията им в дадената ситуация. По този повод Джон Барнс, автор на книгата „Първите стъпки на киното в Англия“ (на английски: The Beginnings of the Cinema in England) добавя, че „този очарователен кадър на две новородени момичета, които неохотно споделят чая помежду си, е един от най-популярните продукти, представени от Пол по време на кинопрограмата му в театъра Алхамбра през 1896 година“.

## Сюжет
„Чаеното парти на близначките“ е един от най-красивите филми, отразяващи невинния детски живот, създавани някога. Две хубави момиченца са настанени в своите високи столчета и участват в чаено парти с подредените около тях ястия. Невъзможността да поделят парче торта кара едното от децата да се разплаче, представяйки пред камерата едно от най-съвършените изражения на детско лице, на които сме имали удоволствието да станем свидетели.